# Fleckeby
Fleckeby (en danois: Flækkeby) est une commune de l'arrondissement de Rendsburg-Eckernförde, Land de Schleswig-Holstein.

## Géographie
La commune se situe sur la Schlei, à mi-chemin entre Schleswig et Eckernförde. La Bundesstraße 76 traverse la commune.

## Histoire
La première mention écrite date de 1196 sous le nom de "Fekabicol" lors de la dissolution du monastère Saint-Michel de Schleswig. Le toponyme vient du danois et signifierait "marécages herbus".
La commune actuelle est issue de la fusion le 12 février 1974 de Götheby-Holm (Gøteby-Holm) et Fleckeby.